# TIGERCAT (entreprise)
TIGERCAT est une entreprise industrielle canadienne fondée en 1992 à Cambridge Ontario au Canada, spécialisée dans la construction de machines forestières.  

## Histoire
La société a été créée en 1992 par un petit groupe de professionnels avec une grande expérience dans le domaine des équipements forestiers à l'initiative de MacDonald Steel, une entreprise située à Cambridge, en Ontario.
Le propriétaire, Ken MacDonald, a créé la nouvelle entreprise dont l'objet est la conception et la fabrication de matériel forestier. Ce pari était risqué car il y avait déjà beaucoup de grandes entreprises concurrentes dans le secteur des équipements forestiers. Mais l'objectif était de proposer un matériel exempt des critiques faites à ces matériels existants par leur manque de fiabilité et de robustesse.
Les responsables de Tigercat ont entrepris la conception d'un tout nouvel appareil, le 726 Feller buncher, une abatteuse-empileuse d'arbres qui se révéla rapidement plus fiable et plus robuste que ses concurrents, avec un taux de panne inférieur et un rendement plus élevé.
Le succès fut immédiat et la nouvelle petite entreprise connut un essor remarquable.
Aujourd'hui, Tigercat est un des constructeurs les plus réputés de son secteur d'activité avec une gamme très large de produits pour forestiers : abatteuses-empileuses à roues ou chenilles, abatteuses-façonneuses, abatteuses-tronçonneuses, débardeurs, broyeurs, chargeurs, etc.
Depuis 2013, de très nombreuses machines forestières sont équipées de moteurs Fiat Powertrain Industrial,.